# Handball-Weltmeisterschaft der Männer 2023/Qualifikation
Die Qualifikation zur Teilnahme an der Handball-Weltmeisterschaft der Männer 2023 begann im November 2015 mit dem Zuschlag der Ausrichtung der Weltmeisterschaft und endete im Mai 2021 mit dem Abschluss der Qualifikationsspiele.
32 Mannschaften konnten am Turnier teilnehmen. Traditionell gesetzt waren die Gastgeber und der Sieger der letzten Weltmeisterschaft. Somit standen für das Turnier 2023 noch 29 Plätze zur Verfügung.

## Gastgeber
Die Auswahlmannschaften der Gastgebernationen Polen und Schweden waren gesetzt.

## Amtierender Weltmeister
Die dänische Mannschaft gewann die Weltmeisterschaft 2021 und war damit zur Teilnahme an der Weltmeisterschaft 2023 qualifiziert.

## Kontinentalverbände der IHF

### Afrika (CAHB)
Die Confédération Africaine de Handball (CAHB) ermittelte ihre fünf Teilnehmer bei der Afrikameisterschaft 2022 vom 11. Juli bis 18. Juli 2022 in Ägypten: Ägypten, Kapverden, Marokko, Tunesien und Algerien.

### Asien (AHF)
Der Asiatische Handballverband (AHF) entsendet fünf Teilnehmer, die bei der Asienmeisterschaft 2022 vom 18. bis 31. Januar 2022 in Saudi-Arabien ermittelt wurden: Katar, Bahrain, Saudi-Arabien, Iran und Südkorea.

### Europa (EHF)
Zwölf Teilnehmer (zusätzlich zu den Gastgebern) stellt die Europäische Handballföderation (EHF). Drei davon wurden bei der Europameisterschaft 2022 ermittelt und weitere neun bei europäischen Qualifikationsspielen.

#### Europameisterschaft 2022
Bei der Europameisterschaft 2022 im Januar 2022 qualifizierten sich drei Mannschaften (Spanien, Frankreich und Norwegen) direkt für die Teilnahme an der Weltmeisterschaft 2023. Der Europameister 2022, Schweden, war als Gastgeber automatisch qualifiziert.

#### Europäische Qualifikationsspiele
Bei den europäischen Qualifikationsspielen wurden weitere neun Teilnehmer ermittelt.

##### Phase 1
In Phase 1 der europäischen Qualifikationsspiele spielten 16 Teams, die sich nicht für die Europameisterschaft 2022 qualifizieren konnten, um die Teilnahme an der Phase 2 der Qualifikationsspiele zur Weltmeisterschaft 2023.
Am 19. August 2021 wurden in Wien die vier Gruppen dafür ausgelost. Den Gruppenteilnehmern war freigestellt, wie sie die beiden Besten ermitteln – ob in Turnierform oder in Hin- und Rückspielen.

###### Phase 1, Gruppe 1
Tabelle:
| Pl. | Land         | Sp. | S | U | N | Tore      | Diff. | Punkte |
| --- | ------------ | --- | - | - | - | --------- | ----- | ------ |
| 1.  | Griechenland | 6   | 6 | 0 | 0 | 0170:1360 | +34   | 12     |
| 2.  | Belgien      | 6   | 2 | 1 | 3 | 0174:1860 | −12   | 5      |
| 3.  | Türkei       | 6   | 2 | 0 | 4 | 0147:1630 | −16   | 4      |
| 4.  | Kosovo       | 6   | 1 | 1 | 4 | 0151:1570 | −6    | 3      |

Spiele: In Gruppe 1 spielte vom 3. November 2021 bis 16. Januar 2022 jeder gegen jeden in Hin- und Rückspiel zur Ermittlung der beiden Teilnehmer an Phase 2. Die Teams aus Griechenland und aus Belgien zogen in die zweite Runde ein.
| Türkei       | – | Kosovo       | 25:23 (15:14) |
| Belgien      | – | Griechenland | 27:29 (12:14) |
| Griechenland | – | Türkei       | 24:20 (10:09) |
| Kosovo       | – | Belgien      | 28:28 (14:12) |
| Türkei       | – | Belgien      | 30:25         |
| Kosovo       | – | Griechenland | 20:21         |
| Belgien      | – | Türkei       | 37:28         |
| Griechenland | – | Kosovo       | 26:25         |
| Kosovo       | – | Türkei       | 26:24         |
| Griechenland | – | Belgien      | 42:24         |
| Belgien      | – | Kosovo       | 33:29         |
| Türkei       | – | Griechenland | 20:28         |

###### Phase 1, Gruppe 2
Tabelle:
| Pl. | Land                   | Sp. | S | U | N | Tore     | Diff. | Punkte |
| --- | ---------------------- | --- | - | - | - | -------- | ----- | ------ |
| 1.  | Finnland               | 3   | 2 | 1 | 0 | 0102:810 | +21   | 5      |
| 2.  | Estland                | 3   | 2 | 0 | 1 | 095:840  | +11   | 4      |
| 3.  | Georgien               | 3   | 1 | 1 | 1 | 088:860  | +2    | 3      |
| 4.  | Vereinigtes Königreich | 3   | 0 | 0 | 3 | 070:1040 | −34   | 0      |

Spiele: In Gruppe 2 ermittelten die Teams in einem Turnier vom 5. bis 7. November 2021 in Vantaa (Finnland) die beiden Teilnehmer an Phase 2; dies waren Finnland und Estland.
| Finnland               | – | Estland                | 35:30 (17:15) |
| Georgien               | – | Vereinigtes Königreich | 32:26 (17:09) |
| Finnland               | – | Georgien               | 29:29 (15:18) |
| Estland                | – | Vereinigtes Königreich | 34:22 (20:10) |
| Vereinigtes Königreich | – | Finnland               | 22:38 (10:16) |
| Estland                | – | Georgien               | 31:27 (15:16) |

###### Phase 1, Gruppe 3
Tabelle:
| Pl. | Land     | Sp. | S | U | N | Tore    | Diff. | Punkte |
| --- | -------- | --- | - | - | - | ------- | ----- | ------ |
| 1.  | Rumänien | 3   | 3 | 0 | 0 | 076:530 | +23   | 6      |
| 2.  | Israel   | 3   | 2 | 0 | 1 | 082:640 | +18   | 4      |
| 3.  | Moldau   | 3   | 1 | 0 | 2 | 064:750 | −11   | 2      |
| 4.  | Zypern   | 3   | 0 | 0 | 3 | 00:300  | −30   | 0      |

Spiele: In Gruppe 3 ermittelten die Teams in einem Turnier vom 7. bis 9. Januar 2022 in Cluj-Napoca (Rumänien) die beiden Teilnehmer an Phase 2 (Rumänien und Israel). Zypern zog seine Teilnahme nach Auftreten von COVID-19-Infektionen im Team zurück, die Spiele wurden 0:10 gewertet.
| Moldau   | – | Rumänien | 23:33 |
| Israel   | – | Moldau   | 42:31 |
| Rumänien | – | Israel   | 33:30 |

Die Nachbarn Rumänien und Moldau spielten in dieser Qualifikation ihr erstes Länderspiel gegeneinander.

###### Phase 1, Gruppe 4
Tabelle:
| Pl. | Land      | Sp. | S | U | N | Tore    | Diff. | Punkte |
| --- | --------- | --- | - | - | - | ------- | ----- | ------ |
| 1.  | Färöer    | 3   | 2 | 0 | 1 | 079:760 | +3    | 4      |
| 2.  | Italien   | 3   | 2 | 0 | 1 | 091:780 | +13   | 4      |
| 3.  | Luxemburg | 3   | 1 | 1 | 1 | 089:850 | +4    | 3      |
| 4.  | Lettland  | 3   | 0 | 1 | 2 | 072:920 | −20   | 1      |

Spiele: In Gruppe 4 ermittelten die Teams in einem Turnier vom 14. bis 16. Januar 2022 in Tórshavn (Färöer) die beiden Teilnehmer an Phase 2. In Phase 2 zogen die Färöer und Italien ein.
| Lettland  | – | Italien   | 23:36 |
| Luxemburg | – | Färöer    | 31:26 |
| Lettland  | – | Luxemburg | 30:30 |
| Italien   | – | Färöer    | 26:27 |
| Italien   | – | Luxemburg | 29:28 |
| Färöer    | – | Lettland  | 26:19 |

##### Phase 2
Die Phase 2 der europäischen Qualifikation war in zwei Play-off-Runden unterteilt.

###### Phase 2, Runde 1
In der ersten Play-off-Runde sollten die neun Mannschaften, die bei der Europameisterschaft 2022 am schlechtesten platziert waren (Slowenien, Belarus, Slowakei, Portugal, Österreich, Litauen, Nordmazedonien, Bosnien und Herzegowina, Ukraine), sowie die über die Phase 1 der europäischen Qualifikation ermittelten Mannschaften und die Schweiz, die als bestes nicht zur Europameisterschaft qualifiziertes Team als gesetzt gilt, gegeneinander in K.O-Spielen (Hin- und Rückspiel) antreten. Der jeweilige Gesamtsieger des Vergleichs zieht in Runde 2 der Phase 2 ein.
Die Spielansetzungen wurden im Rahmen der Europameisterschaft am 29. Januar 2022 per Los ermittelt.
Diese erste Playoff-Runde wurde am 16. und 19. März 2022, die zweite Playoff-Runde am 13. und 16. April 2022 ausgetragen.
| Mannschaft 1   | Mannschaft 2            | Gesamtergebnis | Hinspiel | Rückspiel | Gesamtsieger   |
| -------------- | ----------------------- | -------------- | -------- | --------- | -------------- |
| Ukraine        | Finnland                | 00:20          | 00:10 *  | 00:10 *   | Finnland       |
| Italien        | Slowenien               | 49:57          | 28:29    | 21:28     | Slowenien      |
| Portugal       | Schweiz                 | 66:54          | 33:26    | 33:28     | Portugal       |
| Österreich     | Estland                 | 62:57          | 35:33    | 27:24     | Österreich     |
| Griechenland   | Bosnien und Herzegowina | 52:43          | 24:17    | 28:26     | Griechenland   |
| Nordmazedonien | Rumänien                | 52:46          | 30:22    | 22:24     | Nordmazedonien |
| Israel         | Litauen                 | 55:49          | 28:24    | 27:25     | Israel         |
| Slowakei       | Belgien                 | 54:57          | 28:26    | 26:31     | Belgien        |
| Färöer         | Belarus **              | 20:0           | 10:00 ** | 10:00 **  | Färöer         |

* Wegen des russischen Überfalls auf die Ukraine 2022 konnte die Ukraine nicht an den Spielen teilnehmen. Die EHF wertete die Spiele mit 10:0 für Finnland.
** Wegen des russischen Überfalls auf die Ukraine 2022 wurden Belarus und Russland Ende Februar 2022 durch die EHF von allen europäischen Wettbewerben ausgeschlossen. Die Spiele werden mit jeweils zwei Punkten und zehn Toren für den Gegner gewertet.

###### Phase 2, Runde 2
In der zweiten Play-off-Runde sollten die neun bei der Europameisterschaft 2022 höchstplatzierten, nicht direkt qualifizierten Mannschaften (Island, Deutschland, Kroatien, Russland, Niederlande, Montenegro, Tschechien, Serbien und Ungarn), gegen die in der 1. Runde der Phase 2 ermittelten Teams antreten.
Die zweite Playoff-Runde wurde am 13. und 16. April 2022 ausgetragen.
| Mannschaft 1 | Mannschaft 2   | Gesamtergebnis | Hinspiel | Rückspiel | Gesamtsieger   |
| ------------ | -------------- | -------------- | -------- | --------- | -------------- |
| Finnland     | Kroatien       | 43:70          | 21:34    | 22:36     | Kroatien       |
| Slowenien    | Serbien        | 51:57          | 31:34    | 20:23     | Serbien        |
| Portugal     | Niederlande    | 65:61          | 30:33    | 35:28     | Portugal       |
| Österreich   | Island         | 56:68          | 30:34    | 26:34     | Island         |
| Griechenland | Montenegro     | 50:56          | 25:23    | 25:33     | Montenegro     |
| Tschechien   | Nordmazedonien | 49:51          | 24:24    | 25:27     | Nordmazedonien |
| Israel       | Ungarn         | 54:64          | 32:33    | 22:31     | Ungarn         |
| Russland *   | Belgien        | 00:20          | 00:10 *  | 00:10 *   | Belgien        |
| Deutschland  | Färöer         | 67:53          | 34:26    | 33:27     | Deutschland    |

* Wegen des russischen Überfalls auf die Ukraine 2022 wurden Belarus und Russland Ende Februar 2022 durch die EHF von allen europäischen Wettbewerben ausgeschlossen. Die Spiele wurden mit jeweils zwei Punkten und zehn Toren für den Gegner gewertet.

### Nordamerika und Karibik (NACHC)
Die Handballkonföderation Nordamerikas und der Karibik (NACHC) entsandte einen Vertreter zur Weltmeisterschaft. Zur Ermittlung diente die nordamerikanische und karibische Meisterschaft 2022. Diese gewann das Team der Vereinigten Staaten.

### Ozeanien (OCHF)
Der Ozeanische Verband (OCHF) war berechtigt, einen Vertreter zu entsenden. Aus Ozeanien hätte ein Team an der Weltmeisterschaft teilnehmen können, wenn es unter die besten fünf Mannschaften bei der Asienmeisterschaft 2022 gekommen wäre. Das war nicht der Fall.

### Süd- und Zentralamerika (COSCABAL)
Die Süd- und zentralamerikanische Handballkonföderation (COSCABAL) konnte vier Vertreter entsenden.
Bei der süd- und zentralamerikanischen Meisterschaft 2022 wurden im Januar 2022 als Teilnehmer Brasilien, Argentinien, Chile und Uruguay ermittelt.

### Wildcards
Zwei Teilnehmer erhielten zur Teilnahme eine Wildcard. Da bei der Asienmeisterschaft 2022 kein Ozeanien-Vertreter eine Qualifikation schaffte, wurde stattdessen eine zweite, zusätzliche Wildcard vergeben. Diese erhielten Slowenien und die Niederlande.

## Liste der Teilnehmer
Die nachfolgend aufgeführten Mannschaften nahmen an der Weltmeisterschaft 2023 teil. Die Tabelle zeigt zudem das Datum der Qualifizierung, den Kontinentalverband und die Anzahl der bisherigen Weltmeisterschaftsteilnahmen.
| Mannschaft aus     | Kontinent (Verband)               | Qualifikation                                                                               | Datum der Qualifikation | Bisherige Teilnahmen an Weltmeisterschaften | Bisherige Teilnahmen an Weltmeisterschaften | Bisherige Teilnahmen an Weltmeisterschaften |
| Mannschaft aus     | Kontinent (Verband)               | Qualifikation                                                                               | Datum der Qualifikation | Anzahl                                      | Jahre | Titel                                       |
| ------------------ | --------------------------------- | ------------------------------------------------------------------------------------------- | ----------------------- | ------------------------------------------- | --- | ------------------------------------------- |
| Polen              | Europa (EHF)                      | Gastgeberschaft                                                                             | 6. Nov. 2015            | 16                                          | 1958, 1967, 1970, 1974, 1978, 1982, 1986, 1990, 2003, 2007, 2009, 2011, 2013, 2015, 2017, 2021                                                       |                                             |
| Schweden           | Europa (EHF)                      | Gastgeberschaft                                                                             | 6. Nov. 2015            | 25                                          | 1938, 1954, 1958, 1961, 1964, 1967, 1970, 1974, 1978, 1982, 1986, 1990, 1993, 1995, 1997, 1999, 2001, 2003, 2005, 2009, 2011, 2015, 2017, 2019, 2021 | 4 (1954, 1958, 1990, 1999)                  |
| Dänemark           | Europa (EHF)                      | Weltmeisterschaft 2021, 1. Platz (Weltmeister)                                              | 31. Jan. 2021           | 24                                          | 1938, 1954, 1958, 1961, 1964, 1967, 1970, 1974, 1978, 1982, 1986, 1993, 1995, 1999, 2003, 2005, 2007, 2009, 2011, 2013, 2015, 2017, 2019, 2021       | 2 (2019, 2021)                              |
| Norwegen           | Europa (EHF)                      | Europameisterschaft 2022, 5. Platz 1                                                        | 28. Jan. 2022           | 16                                          | 1958, 1961, 1964, 1967, 1970, 1993, 1997, 1999, 2001, 2005, 2007, 2009, 2011, 2017, 2019, 2021                                                       | 0                                           |
| Brasilien          | Süd- u. Zentralamerika (COSCABAL) | Süd- und zentralamerikanische Meisterschaft 2022, 1. Platz (Süd- und Zentralamerikameister) | 29. Jan. 2022           | 15                                          | 1958, 1995, 1997, 1999, 2001, 2003, 2005, 2007, 2009, 2011, 2013, 2015, 2017, 2019, 2021                                                             | 0                                           |
| Argentinien        | Süd- u. Zentralamerika (COSCABAL) | Süd- und zentralamerikanische Meisterschaft 2022, 2. Platz                                  | 29. Jan. 2022           | 13                                          | 1997, 1999, 2001, 2003, 2005, 2007, 2009, 2011, 2013, 2015, 2017, 2019, 2021                                                                         | 0                                           |
| Chile              | Süd- u. Zentralamerika (COSCABAL) | Süd- und zentralamerikanische Meisterschaft 2022, 3. Platz                                  | 29. Jan. 2022           | 06                                          | 2011, 2013, 2015, 2017, 2019, 2021 | 0                                           |
| Uruguay            | Süd- u. Zentralamerika (COSCABAL) | Süd- und zentralamerikanische Meisterschaft 2022, 4. Platz                                  | 29. Jan. 2022           | 01                                          | 2021 | 0                                           |
| Spanien            | Europa (EHF)                      | Europameisterschaft 2022, 2. Platz 1                                                        | 30. Jan. 2022           | 21                                          | 1958, 1974, 1978, 1982, 1986, 1990, 1993, 1995, 1997, 1999, 2001, 2003, 2005, 2007, 2009, 2011, 2013, 2015, 2017, 2019, 2021                         | 2 (2005, 2013)                              |
| Frankreich         | Europa (EHF)                      | Europameisterschaft 2022, 4. Platz 1                                                        | 30. Jan. 2022           | 23                                          | 1954, 1958, 1961, 1964, 1967, 1970, 1978, 1990, 1993, 1995, 1997, 1999, 2001, 2003, 2005, 2007, 2009, 2011, 2013, 2015, 2017, 2019, 2021             | 6 (1995, 2001, 2009, 2011, 2015, 2017)      |
| Südkorea           | Asien (AHF)                       | Asienmeisterschaft 2022, 5. Platz                                                           | 30. Jan. 2022           | 13                                          | 1986, 1990, 1993, 1995, 1997, 1999, 2001, 2007, 2009, 2011, 2013, 2019, 2021                                                                         | 0                                           |
| Katar              | Asien (AHF)                       | Asienmeisterschaft 2022, 1. Platz (Asienmeister)                                            | 31. Jan. 2022           | 08                                          | 2003, 2005, 2007, 2013, 2015, 2015, 2019, 2021 | 0                                           |
| Bahrain            | Asien (AHF)                       | Asienmeisterschaft 2022, 2. Platz                                                           | 31. Jan. 2022           | 04                                          | 2011, 2015, 2017, 2021 | 0                                           |
| Saudi-Arabien      | Asien (AHF)                       | Asienmeisterschaft 2022, 3. Platz                                                           | 31. Jan. 2022           | 09                                          | 1997, 1999, 2001, 2003, 2009, 2013, 2015, 2017, 2019                                                                                                 | 0                                           |
| Iran               | Asien (AHF)                       | Asienmeisterschaft 2022, 4. Platz                                                           | 31. Jan. 2022           | 01                                          | 2015 | 0                                           |
| Belgien            | Europa (EHF)                      | Europäische Qualifikation                                                                   | 19. März 2022           | 0                                           | – | 0                                           |
| Ungarn             | Europa (EHF)                      | Europäische Qualifikation                                                                   | 16. Apr. 2022           | 21                                          | 1958, 1964, 1967, 1970, 1974, 1978, 1982, 1986, 1990, 1993, 1995, 1997, 1999, 2003, 2007, 2009, 2011, 2013, 2017, 2019, 2021                         | 0                                           |
| Kroatien           | Europa (EHF)                      | Europäische Qualifikation                                                                   | 16. Apr. 2022           | 13 2                                        | 1995, 1997, 1999, 2001, 2003, 2005, 2007, 2009, 2011, 2013, 2015, 2017, 2019, 2021                                                                   | 1 (2003)                                    |
| Island             | Europa (EHF)                      | Europäische Qualifikation                                                                   | 16. Apr. 2022           | 20                                          | 1961, 1964, 1970, 1974, 1978, 1986, 1990, 1993, 1995, 1997, 2001, 2003, 2005, 2007, 2011, 2013, 2015, 2017, 2019, 2021                               | 0                                           |
| Serbien            | Europa (EHF)                      | Europäische Qualifikation                                                                   | 16. Apr. 2022           | 04 3                                        | 2009, 2011, 2013, 2019 | 0                                           |
| Deutschland        | Europa (EHF)                      | Europäische Qualifikation                                                                   | 16. Apr. 2022           | 25                                          | 1938, 1954, 1958, 1961, 1964, 1967, 1970, 1974, 1978, 1982, 1986, 1993, 1995, 1999, 2001, 2003, 2005, 2007, 2009, 2011, 2013, 2015, 2017, 2019, 2021 | 3 (1938, 1978, 2007)                        |
| Portugal           | Europa (EHF)                      | Europäische Qualifikation                                                                   | 17. Apr. 2022           | 04                                          | 1997, 2001, 2003, 2021 | 0                                           |
| Montenegro         | Europa (EHF)                      | Europäische Qualifikation                                                                   | 17. Apr. 2022           | 01 3                                        | 2013 | 0                                           |
| Nordmazedonien     | Europa (EHF)                      | Europäische Qualifikation                                                                   | 17. Apr. 2022           | 07 2                                        | 1999, 2009, 2013, 2015, 2017, 2019, 2021 | 0                                           |
| Slowenien          | Europa (EHF)                      | Wildcard 4                                                                                  | 28. Juni 2022           | 08 2                                        | 2001, 2003, 2005, 2007, 2013, 2015, 2017, 2019 | 0                                           |
| Niederlande        | Europa (EHF)                      | Wildcard 4                                                                                  | 28. Juni 2022           | 01                                          | 1961 | 0                                           |
| Vereinigte Staaten | Nordamerika und Karibik (NACHC)   | Nordamerikanische und karibische Meisterschaft 2022, 1. Platz                               | 1. Juli 2022            | 06                                          | 1964, 1970, 1974, 1993, 1995, 2001 | 0                                           |
| Ägypten            | Afrika (CAHB)                     | Afrikameisterschaft 2022, 1. Platz                                                          | 18. Juli 2021           | 16                                          | 1964, 1993, 1995, 1997, 1999, 2001, 2003, 2005, 2007, 2009, 2011, 2013, 2015, 2017, 2019, 2021                                                       | 0                                           |
| Kap Verde          | Afrika (CAHB)                     | Afrikameisterschaft 2022, 2. Platz                                                          | 18. Juli 2021           | 01                                          | 2021 | 0                                           |
| Marokko            | Afrika (CAHB)                     | Afrikameisterschaft 2022, 3. Platz                                                          | 18. Juli 2022           | 07                                          | 1995, 1997, 1999, 2001, 2003, 2007, 2021 | 0                                           |
| Tunesien           | Afrika (CAHB)                     | Afrikameisterschaft 2022, 4. Platz                                                          | 18. Juli 2022           | 15                                          | 1967, 1995, 1997, 1999, 2001, 2003, 2005, 2007, 2009, 2011, 2013, 2015, 2017, 2019, 2021                                                             | 0                                           |
| Algerien           | Afrika (CAHB)                     | Afrikameisterschaft 2022, 5. Platz                                                          | 18. Juli 2022           | 15                                          | 1974, 1982, 1986, 1990, 1995, 1997, 1999, 2001, 2003, 2005, 2009, 2011, 2013, 2015, 2021                                                             | 0                                           |